# Bukkō-ji

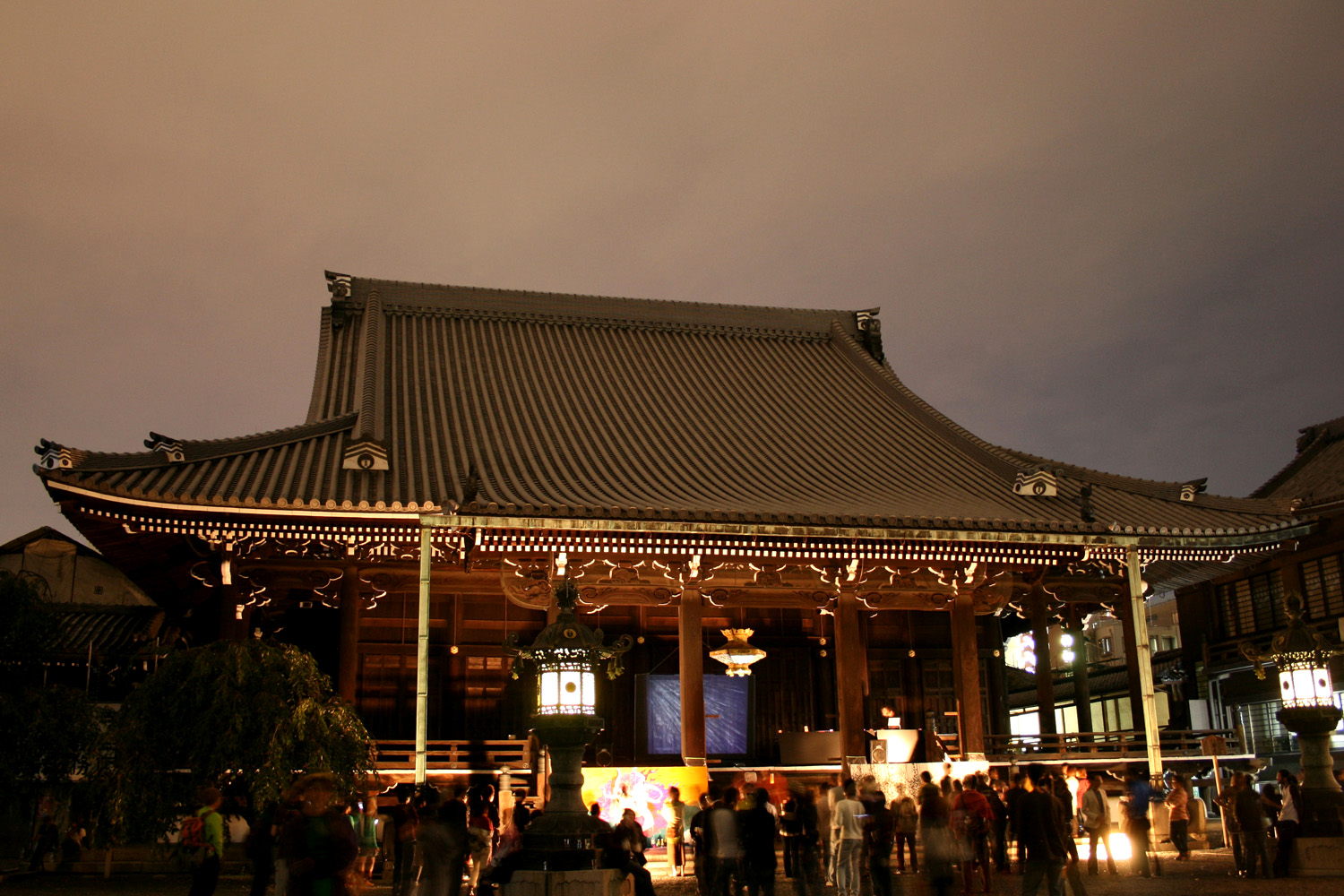
Fête nocturne au Bukkō-ji

Le Bukkō-ji (佛光寺, Bukkō-ji), aussi connu comme le « temple de la Lumière du Bouddha » - et d'abord appelé Kosho-ji - est un temple Jōdo Shinshū situé dans l'arrondissement Yamashina-ku à Kyoto, plus tard déplacé au cœur de Kyoto. Le temple est fondé et officiellement inauguré par Ryōgen en 1324. Le nom « Kosho-ji » est donné à Ryōgen pour le temple par Kakunyo, premier prêtre en chef du Hongan-ji. Alors que le Bukkō-ji est techniquement une branche Jōdo Shinshū indépendante, il a des liens étroits avec la lignée Hongan-ji depuis l'époque de Rennyo.

## Histoire
Kakunyo demande à son fils Zonkaku d'assurer la formation religieuse de Ryōgen aux documents textuels du Hongan-ji. Zonkaku et Ryōgen deviennent amis pendant cette période mais en 1324 apparaissent des tensions entre Zonkaku et Kakunyo. Kakunyo déshérite son fils et se sépare d'avec Ryōgen en raison de différences dans la compréhension des enseignements de Hōnen et de Shinran. Aussi quand le Kosho-ji est fondé en 1324, cela se fait sans l'accord du Hongan-ji. Zonkaku est prêtre aux côtés de Ryōgen dans les années de formation du temple. 
En 1329, l'assistance au Kosho-ji devient trop importante pour la capacité de l'édifice et le bâtiment est transféré à Kyoto tout à côté du Hongan-ji. Zonkaku renomme le temple Bukkō-ji, afin de le dissocier plus encore de Kukanyo. 
Dans la décennie qui suit, le Bukkō-ji a plus de succès que le Hongan-ji tandis que Ryōgen se déplace dans de nouvelles province pour enseigner le message de Hōnen et de Shinran. En 1336, tandis qu'il est en province, Ryōgen est assassiné par un groupe de bandits. Genran (1318–1347), le fils de Ryōgen, reprend le temple mais meurt peu après. 
Il y a plusieurs différences entre la façon dont le Jōdo Shinshū est pratiqué au Bukkō-ji. Pour commencer, le chef du temple en général est marié et l'épouse dispose d'un statut presque similaire à celui de son mari dans l'organisation. En outre, le temple administre des enseignements pour les hommes et les femmes (surtout des paysans). Il a également des adeptes dans plusieurs régions périphériques, indiquant qu'il existe des temples affilié dans ces zones.
Depuis l'époque de la fondation du temple jusqu'à ce que Rennyo unifie nombre de ces cellules dissidentes, le Bukkō-ji répand son enseignement dans les provinces de Tōtōmi, d'Iga, d'Ise, d'Owari et de Mikawa. Mais quand Rennyo prend le contrôle du Hongan-ji, le Bukkō-ji lui cède nombre de ses membres. Kyogo (d.1490), qui doit prendre en charge le Bukkō-ji durant cette période, quitte finalement le temple pour se former auprès de Rennyo au Hongan-ji. Kyogo fonde ensuite son propre temple en collaboration avec le Hongan-ji, temple qu'il appelle « Kosho-ji », le nom original destiné au Bukkō-ji. Ce nouveau développement fait perdre encore plus d'adhérents au Bukkō-ji.

## Source de la traduction
- (en) Cet article est partiellement ou en totalité issu de l’article de Wikipédia en anglais intitulé « Bukkō-ji » (voir la liste des auteurs).